# Journal of Human Resources
Das Journal of Human Resources (JHR) ist eine wirtschaftswissenschaftliche Fachzeitschrift, deren Schwerpunkt das Personalwesen ist. Das Journal of Human Resources wird durch den US-amerikanischen Verlag University of Wisconsin Press mit einer Frequenz von vier Ausgaben pro Jahr herausgegeben. Das JHR gehört zu den meistzitierten Zeitschriften im Themenbereich der industriellen Beziehungen und Arbeitsökonomik.

## Geschichte
Das Journal of Human Resources wurde 1965 gegründet und erstmals im Sommer 1966 durch University of Wisconsin Press im Auftrag des Industrial Relations Research Institute, des Center for Studies in Vocational and Technical Education sowie des Institute for Research on Poverty herausgegeben. Anlass für die Gründung des JHR war gemäß Gerald G. Somers, dem ersten Vorsitzenden des Redaktionsrats, der Wunsch zwei zeitgenössische Entwicklungen – das erhöhte Eingreifen föderaler Institutionen in die Bereiche Bildung, Training und Wohlfahrt zum einen und das wachsende Forschungsinteresse an Investitionen in Humankapital zum anderen – wissenschaftlich zu analysieren und hierfür eine Publikationsplattform in Form des JHR zu schaffen. Seit seiner Gründung wird das JHR konstant mit einer Frequenz von vier Ausgaben pro Jahr (Sonderausgaben ausgenommen) veröffentlicht.

## Inhalte
Das Journal of Human Resources beabsichtigt zu den führenden Fachzeitschriften im Bereich der empirischen Mikroökonomie zu gehören. Für Wissenschaftler, Politiker und Praktiker gedacht, betrachtet jede Ausgabe des JHR Forschung in einer Vielzahl von Feldern, darunter Arbeitsökonomik, Entwicklungsökonomie, Gesundheitsökonomie, Bildungsökonomik sowie in den Bereichen Diskriminierung und Verrentung.

## Redaktion
Die Redaktion des Journal of Human Resources wird von David N. Figlio als Redakteur und Jan Levine Thal als Redaktionsleiter (Managing Editor) geführt, unterstützt durch zwölf Co-Redakteure sowie einen vier-köpfigen Beirat.

## Rezeption
In einer Studie von Kalaitzidakis et al. (2003) belegte das Journal of Human Resources Platz 17 von 159 ausgewerteten Publikationen, sank jedoch in einer aktualisierten Studie von Kalaitzidakis et al. (2011) auf Platz 27 von 209 verglichenen Publikationen ab. Im wirtschaftswissenschaftlichen Publikationsranking des Tinbergen-Instituts an der Universität Amsterdam wird das Journal of Human Resources in der Kategorie A („sehr gute allgemeine wirtschaftswissenschaftliche Fachzeitschriften und Spitzenzeitschriften im jeweiligen Fachgebiet“) geführt. Eine weitere Studie der französischen Ökonomen Pierre-Phillippe Combes und Laurent Linnemer listet das Journal mit Rang 25 von 600 wirtschaftswissenschaftlichen Zeitschriften in die drittbeste Kategorie A ein.
Der Impact Factor des Journal of Human Resources lag im Jahr 2012 bei 1,985. In der Statistik des Social Sciences Citation Index wurde das Journal mit diesem Impact Factor an 2. Stelle von 48 Zeitschriften in der Kategorie Industrielle Beziehungen & Arbeit geführt. In der Kategorie Wirtschaftswissenschaften belegte das Journal Rang 48 von 333 Zeitschriften.